# Jazztelia TV
Jazztelia TV era un servicio de IPTV de la compañía de telecomunicaciones española Jazztel.
Se inició en marzo de 2006. Se ofrece junto con el ADSL2+ con 30 canales de cine, series, música y noticias, entre otros.
En enero de 2007, Jazztelia TV lanzó un servicio de Pago Por Visión (Videoclub), en el cual se podían comprar todo tipo de películas y series.
Hasta el fin de se comercialización, Jazztelia TV contó con una cartera de clientes de alrededor de 9000 abonados, aunque en el plan de negocios presentado por la compañía en marzo de 2008 se esperaba aumentar la base de clientes en este servicio a 200.000 en 2010. 
En abril de 2009 se reestructuró para añadir nuevos canales a su oferta (quitando otros de la oferta anterior).
En junio de 2010 la operadora de telecomunicaciones dejó de comercializar sus servicios propios de Pago Por Visión en televisión, centrando su oferta audiovisual en acuerdos y en servicios de televisión por Internet. La operadora firmó a principios de mayo un acuerdo con Canal+, cuyo servicio comercializa junto con su oferta de telecomunicaciones.
En agosto de 2010 la operadora de telecomunicaciones cerró el servicio definitivamente a los clientes que lo tenían activo ofreciéndoles antes la alternativa de televisión con Canal+.
En octubre de 2011 Jazztel lanzó el servicio Jazzbox en fase beta consistente en acceso a contenidos de vídeo bajo demanda proporcionados por Canal+ gracias al CDN que Jazztel desplegó para ponerlo a disposición del servicio. En un futuro se permitirá la consulta de Internet como los vídeos en línea, fotos o las redes sociales. Está previsto el lanzamiento oficial del servicio para libre contratación a partir del 1 de enero de 2012.[actualizar]
En 2015, el servicio fue sustituido por Orange TV de Orange España tras la compra de Jazztel por parte de Orange.